# Lagrange-Resolvente
Die Lagrange-Resolvente ist in der Theorie algebraischer Gleichungen eine aus den Nullstellen (Wurzeln) eines Polynoms und den primitiven Einheitswurzeln gebildete Hilfsgröße, die eine andere Polynomgleichung, die Resolventengleichung, erfüllt. Neben der Lagrange-Resolvente gibt es auch andere Resolventen.

## Hauptteil
Sie wurde von Joseph-Louis Lagrange um 1770 eingeführt, um die Lösbarkeit von algebraischen Gleichungen höheren Grades durch Radikale zu untersuchen, das heißt durch geschlossene Ausdrücke aus den Koeffizienten der Gleichung, die nur die Grundrechenarten und Wurzelziehen verwenden.
Entsprechende Formeln kannte man für Polynome dritten und vierten Grades seit Nicolo Tartaglia und anderen, und die Erweiterung auf Polynome höheren Grades war eines der Hauptziele der algebraischen Forschung bis Anfang des 19. Jahrhunderts, als durch die Arbeiten von Evariste Galois und Niels Henrik Abel klar wurde, dass dies im Allgemeinen für Gleichungen fünften und höheren Grades nicht möglich ist. Lagrange erkannte bei der Analyse des Problems, dass die Untersuchungen von Größen, die bei der Permutation der Wurzeln invariant bleiben, in diesem Zusammenhang wichtig sind, was schließlich später zur Lösung des Problems über die Struktur der beteiligten Permutationsgruppen durch Galois in den 1830er Jahren führte (eine Polynomgleichung ist nach Galois genau dann durch Radikale auflösbar, wenn die Galois-Gruppe des Polynoms eine auflösbare Gruppe ist).
Man betrachtet das Polynom {\displaystyle n}-ten Grades
{\displaystyle f(x)=x^{n}+a_{n-1}x^{n-1}+a_{n-2}x^{n-2}+a_{n-3}x^{n-3}+\dotsb +a_{1}x+a_{0}=\prod _{i=1}^{n}(x-x_{i})}
mit den Wurzeln {\displaystyle x_{i}} und bekannten Koeffizienten {\displaystyle a_{i}}, die elementarsymmetrische Polynome der Wurzeln sind.
Die Lagrange-Resolvente ist der Ausdruck
{\displaystyle t=x_{1}+\beta x_{2}+\beta ^{2}x_{3}+\beta ^{3}x_{4}+\dotsb +\beta ^{n-1}x_{n}}
mit einer primitiven {\displaystyle n}-ten Einheitswurzel {\displaystyle \beta \neq 1} (sie erfüllt {\displaystyle {\beta }^{n}=1}). Dabei wird vorausgesetzt, dass keine mehrfachen Wurzeln auftreten (die Wurzeln {\displaystyle x_{i}} sind paarweise verschieden).
Durch Permutation der {\displaystyle x_{i}} erhält man daraus die insgesamt {\displaystyle k=n!} Größen {\displaystyle t_{i}}. Die Wurzeln der Ausgangsgleichung {\displaystyle x_{i}} sollten sich durch die {\displaystyle t_{i}} und die Koeffizienten {\displaystyle a_{i}} ausdrücken lassen.
Die Lagrange-Resolventen selbst sind Wurzeln der Resolventengleichung {\displaystyle g}:
{\displaystyle g(x)=\prod _{i=1}^{k}(x-t_{i})=0}
Die Resolventengleichung ist ebenso wie die Ausgangsgleichung {\displaystyle f} invariant unter Vertauschung der Wurzeln von {\displaystyle f}. Die Koeffizienten der Resolventengleichung sind als elementarsymmetrische Funktionen in den {\displaystyle t_{i}} symmetrische Funktionen in den Wurzeln von {\displaystyle f} und nach dem Hauptsatz für elementarsymmetrische Funktionen Polynome in den {\displaystyle a_{i}} (den elementarsymmetrischen Funktionen der Wurzeln von {\displaystyle f}).
Lagrange (und unabhängig Vandermonde) zeigten, dass sich die bekannten Lösungsformeln der Gleichungen dritten und vierten Grades (im Fall der Kubischen Gleichung die Cardano-Formel) durch Betrachtung der Resolventengleichung einheitlich erklären lassen. Im Fall der kubischen Gleichung ist sie sechsten Grades, lässt sich aber auf eine quadratische Gleichung reduzieren. Die Gleichung vierten Grades führt zunächst auf eine Resolventengleichung 24. Grades, die sich aber auf eine kubische Gleichung reduzieren lässt. Bei der Gleichung fünften Grades stieß Lagrange auf die Grenzen seiner Methode, die in diesem Fall das Problem nicht vereinfachte. Abel zeigte später, dass sie nicht allgemein durch Radikale lösbar ist.
Allgemein versteht man unter Resolventen Polynome oder allgemeiner rationale Funktionen in den Wurzeln der Ausgangsgleichung {\displaystyle f(x)=0} (gebildet mit anderen bekannten Größen wie den Koeffizienten von {\displaystyle f}), aus denen sich die Wurzeln von {\displaystyle f} eindeutig gewinnen lassen, und unter der Resolventengleichung eine Hilfsgleichung zur Bestimmung der Resolventen. Die Resolventen sollten nach Lagrange möglichst wenig Werte bei Permutation der Wurzeln von {\displaystyle f} einnehmen. Die Resolventengleichung ist nach Konstruktion wie die Ausgangsgleichung {\displaystyle f} invariant unter Vertauschung der Wurzeln von {\displaystyle f}.
Mit diesen allgemeineren Resolventen lassen sich die Galoisgruppe der Gleichung und deren Untergruppen untersuchen (mit zugehörigen Resolventen) und sie waren im 19. Jahrhundert ein fester Bestandteil der Behandlung der Galoistheorie in Lehrbüchern (in diesem Zusammenhang spricht man von Galois-Resolvente). Der Begriff Resolvente stammt ursprünglich von Leonhard Euler (1738) in Zusammenhang mit der Gleichung vierten Grades und der Name kommt aus dem Lateinischen (resolvere für auflösen). Bei diesen klassischen Methoden der Lösung der Gleichung 4. Grades wird man auf eine Hilfsgleichung 3. Grades geführt, die kubische Resolvente der Quartik genannt wird.

## Beispiel Quadratische Gleichung
Der Fall wird hier dargestellt, um das Prinzip zu erläutern, obwohl es keine Vereinfachung durch das Resolventenverfahren gibt:
{\displaystyle f(x)=x^{2}+Ax+B=(x-x_{1})(x-x_{2})=0}
mit {\displaystyle A=-x_{1}-x_{2}} und {\displaystyle B=x_{1}x_{2}}.
Die Lagrange-Resolventen sind (mit den hier verwendeten quadratischen Einheitswurzeln +1, −1)
{\displaystyle t_{1}=x_{1}-x_{2}} und {\displaystyle t_{2}=x_{2}-x_{1}=-t_{1}}
Die Resolventengleichung ist ebenfalls quadratisch:
{\displaystyle g(x)=(x-t_{1})(x-t_{2})=(x-t_{1})(x+t_{1})=x^{2}-t_{1}^{2}=0}.
Die Lösung {\displaystyle t_{1}^{2}} wird auch Diskriminante der quadratischen Gleichung {\displaystyle f} genannt.
Die Wurzeln der Ausgangsgleichung {\displaystyle f} sind durch die Resolventen und Koeffizienten {\displaystyle A,B} gegeben über
{\displaystyle x_{1}={\frac {t_{1}-A}{2}}} und {\displaystyle x_{2}={\frac {-t_{1}-A}{2}}}.
Mit {\displaystyle B=x_{1}x_{2}} ergibt sich {\displaystyle t_{1}=\pm {\sqrt {(A^{2}-4B)}}} und dies eingesetzt ergibt die übliche Lösungsformel der quadratischen Gleichung.

## Beispiel Kubische Gleichung

Die dritten Einheitswurzeln

Man betrachtet die normierte kubische Gleichung mit Leitkoeffizient 1 und den Wurzeln {\displaystyle (x,y,z)}:
{\displaystyle f(S)=(S-x)(S-y)(S-z)=S^{3}+AS^{2}+BS+C}
Die Koeffizienten {\displaystyle A,B,C} sind die elementarsymmetrischen Funktionen in den Wurzeln {\displaystyle x,y,z}:
{\displaystyle A=-x-y-z}, {\displaystyle B=xy+yz+xz}, {\displaystyle C=-xyz}
Gesucht wird nach der Resolventenkonstruktion eine Hilfsgleichung, aus der sich die Wurzeln {\displaystyle x,y,z} bestimmen lassen.
Die Lagrange-Resolvente ist:
{\displaystyle t=x+ay+a^{2}z},
wobei {\displaystyle a} eine primitive dritte Einheitswurzel ist, also eine Lösung von {\displaystyle a^{3}=1}, {\displaystyle a\neq 1}, das heißt, einer der beiden Werte {\displaystyle a_{1}=-1/2+i{\sqrt {3}}/2} oder {\displaystyle a_{2}=-1/2-i{\sqrt {3}}/2}. Durch Vertauschung der Wurzeln {\displaystyle x,y,z} erhält man sechs verschiedene {\displaystyle t_{i}}
{\displaystyle t_{1}=x+ay+a^{2}z}
{\displaystyle t_{2}=z+ax+a^{2}y=at_{1}}
{\displaystyle t_{3}=az+a^{2}x+y=a^{2}t_{1}}
{\displaystyle t_{4}=x+az+a^{2}y}
{\displaystyle t_{5}=ax+a^{2}z+y=at_{4}}
{\displaystyle t_{6}=a^{2}x+z+ay=a^{2}t_{4}}
Aus der Gleichung für {\displaystyle t_{1}}, {\displaystyle t_{4}} und {\displaystyle A=-x-y-z} lassen sich {\displaystyle x,y,z} bestimmen, falls die Resolventen bekannt sind.
Die sechs Werte für {\displaystyle t} kann man nun als Lösung einer anderen Gleichung 6. Grades auffassen, der Resolventengleichung:
{\displaystyle g(X)=(X-t_{1})(X-t_{2})(X-t_{3})(X-t_{4})(X-t_{5})(X-t_{6})=0}
Dass {\displaystyle g} eine quadratische Gleichung ist, ergibt sich aus folgendem Rechengang.
Wegen {\displaystyle a^{2}+a+1=0} und {\displaystyle a^{3}=1} ist
{\displaystyle (X-t_{1})(X-t_{2})(X-t_{3})=(X-t_{1})(X-at_{1})(X-a^{2}t_{1})=X^{3}-t_{1}^{3}}
{\displaystyle (X-t_{4})(X-t_{5})(X-t_{6})=(X-t_{4})(X-at_{4})(X-a^{2}t_{4})=X^{3}-t_{4}^{3}}
Eingesetzt ergibt sich:
{\displaystyle g(X)=(X^{3}-t_{1}^{3})(X^{3}-t_{4}^{3})=X^{6}-(t_{1}^{3}+t_{4}^{3})X^{3}+t_{1}^{3}t_{4}^{3}}
Setzt man
{\displaystyle u=t_{1}^{3}}
{\displaystyle v=t_{4}^{3}},
schreibt sich die Gleichung
{\displaystyle g(X)=X^{6}-(u+v)X^{3}+uv}.
Nach Substitution
{\displaystyle Z=X^{3}}
erhält man die quadratische Gleichung {\displaystyle g(Z)=Z^{2}-(u+v)Z+uv}.
Das lässt sich auch so einsehen, dass {\displaystyle t_{1}} unter Vertauschung der Wurzeln {\displaystyle x,y,z} zwar sechs Bilder {\displaystyle t_{i}} hat ({\displaystyle t_{1}}, {\displaystyle at_{1}}, {\displaystyle a^{2}t_{1}},{\displaystyle t_{4}}, {\displaystyle at_{4}}, {\displaystyle a^{2}t_{4}}), {\displaystyle u={t_{1}}^{3}} aber nur zwei (wegen {\displaystyle a^{3}=1}), sich selbst und {\displaystyle v={t_{4}}^{3}}, weshalb man {\displaystyle g(Z)=(Z-u)(Z-v)} als Resolventengleichung nehmen kann.
Dabei lassen sich {\displaystyle u+v} und {\displaystyle uv} allein durch die Wurzeln der Ausgangsgleichung {\displaystyle x,y,z} ausdrücken. Das kann man durch direktes Ausrechnen zeigen oder mit folgender Argumentation:
Die elementarsymmetrischen Funktionen von {\displaystyle u,v} (also {\displaystyle u+v} und {\displaystyle uv}) sind bei Vertauschung von {\displaystyle x,y,z} invariant und damit durch deren elementarsymmetrische Funktionen ausdrückbar, also durch {\displaystyle A,B,C}.
Explizit ergibt sich {\displaystyle u+v=-2A^{3}+9AB-27C} und {\displaystyle uv={(A^{2}-3B)}^{3}}.
In der Galoistheorie wird die Lösbarkeit durch Radikale dadurch gezeigt, dass die Symmetriegruppe {\displaystyle S_{3}} der drei Wurzeln auflösbar ist, denn es gibt die Kette {\displaystyle S_{3},A_{3}} (die Alternierende Gruppe der geraden Permutationen), 1 (Identität), wobei {\displaystyle A_{3}} (Ordnung 3) zyklisch ist und ebenso die Quotientengruppe {\displaystyle S_{3}/A_{3}} (Ordnung 2). {\displaystyle A_{3}} vertauscht separat {\displaystyle (t_{1},t_{2},t_{3})} und {\displaystyle (t_{4},t_{5},t_{6})} untereinander. Die primitive Wurzel {\displaystyle a} ist Erzeugende der zyklischen Gruppe {\displaystyle A_{3}}.

## Gleichungen 4. Grades
Die Diskussion lässt sich analog zur kubischen Gleichung mit Lagrange-Resolventen durchführen, aber auch mit anderen Resolventen. Im Folgenden werden Resolventen verwendet, die nicht mehr linear in den Wurzeln {\displaystyle x_{i}} der Ausgangsgleichung sind, aber die Invarianten von Untergruppen der vollen Symmetriegruppe {\displaystyle S_{4}} der Wurzeln bei der Gleichung vierten Grades sind.
Sei {\displaystyle f} die reduzierte quartische Gleichung (der Term dritten Grades wurde mit einer Tschirnhaus-Transformation beseitigt)
{\displaystyle h(x)=X^{4}+aX^{2}+bX+c}.
Man bilde die Resolventen
{\displaystyle t_{1}=x_{1}x_{2}+x_{3}x_{4}}
{\displaystyle t_{2}=x_{1}x_{3}+x_{2}x_{4}}
{\displaystyle t_{3}=x_{1}x_{4}+x_{2}x_{3}}.
Dann erfüllten diese die Resolventengleichung (kubische Resolvente):
{\displaystyle g(t)=(t-t_{1})(t-t_{2})(t-t_{3})=t^{3}+vt^{2}+wt+z}
mit
{\displaystyle v=-a}, {\displaystyle w=-4c}, {\displaystyle z=4ac-b^{2}}.
Außerdem werden die Resolventen durch die Permutationen der Kleinschen Vierergruppe {\displaystyle V} in sich übergeführt. Diese ist Bestandteil der Normalteiler-Kette {\displaystyle S_{4}}, {\displaystyle A_{4}}, {\displaystyle V}, {\displaystyle C_{2}}, Identität zur Auflösung der symmetrischen Gruppe {\displaystyle S_{4}} (mit {\displaystyle C_{2}} der zyklischen Gruppe der Ordnung 2 und {\displaystyle A_{4}} der alternierenden Gruppe der Ordnung 4). Die Faktorgruppen sind jeweils zyklische Gruppen. Diese Kette erklärt die Lösbarkeit der Gleichung vierten Grades durch Radikale in der Galoistheorie.
Dies ist ein Beispiel für Resolventen, die nicht mehr unter der vollen Symmetriegruppe {\displaystyle S_{4}} der Permutation der Wurzeln invariant sind, sondern nur unter einer Untergruppe.

## Gleichungen 5. Grades
Lagrange konnte das Problem nur auf eine Resolvente reduzieren, die 24 verschiedene Werte annahm bei Permutation der Wurzeln
{\displaystyle t={(x_{1}+ax_{2}+a^{2}x_{3}+a^{3}x_{4}+a^{4}x_{5})}^{5}}
mit den Wurzeln der Quintik {\displaystyle x_{i}} und der primitiven fünften Einheitswurzel {\displaystyle a}. Die Resolventengleichung war also vom Grad 24.
1861 fand Arthur Cayley eine Resolvente, die in nur sechs verschiedene Werte transformiert wurde bei Permutation aller Wurzeln:
{\displaystyle t={(x_{1}x_{2}+x_{2}x_{3}+x_{3}x_{4}+x_{4}x_{5}+x_{5}x_{1}-x_{1}x_{3}-x_{2}x_{4}-x_{3}x_{5}-x_{4}x_{1}-x_{5}x_{2})}^{2}}
Diese Resolvente wird auch als Malfatti-Resolvente bezeichnet (nach Gianfrancesco Malfatti, der sie schon 1771 einführte).
Sie nimmt sechs Werte bei Permutation der Wurzeln an, erfüllt also eine Resolventengleichung sechsten Grades. Eine Quintik mit rationalen Koeffizienten ist genau dann durch Radikale lösbar, falls eine der Lösungen {\displaystyle t} rational ist.
Im Allgemeinen ist sie, wie in der Galoistheorie gezeigt wird, nicht mehr durch Radikale lösbar, was auch für alle Gleichungen höheren Grades {\displaystyle n>5} gilt.

## Galois-Resolvente
Galois betrachtete zu einer vorgegebenen algebraischen Gleichung {\displaystyle f(x)=0} vom Grad {\displaystyle n} die Symmetrien, die in Bezug auf die Wurzeln {\displaystyle x_{1},\dotsb ,x_{n}} bestehen. Formal lassen sich diese Symmetrien, sofern die {\displaystyle n} Wurzeln verschieden sind, mittels der Gesamtheit {\displaystyle B} der Polynome {\displaystyle h(X_{1},\dotsc ,X_{n})} charakterisieren, die bei Einsetzen der {\displaystyle n} Wurzeln {\displaystyle x_{1},\dotsb ,x_{n}} der Gleichung {\displaystyle f(x)=0} identisch verschwinden: {\displaystyle h(x_{1},\dotsc ,x_{n})=0}. Die Gruppe der Permutationen der {\displaystyle X_{i}}, welche die Menge {\displaystyle B} in sich überführt, ist dann die Galoisgruppe von {\displaystyle f}.
Um sich vereinfachend auf Polynome in nur einer Variablen beschränken zu können, bildete Galois die heute nach ihm benannte Resolvente:
{\displaystyle t=m_{1}x_{1}+\dotsb +m_{n}x_{n}}
Dabei sind, was immer möglich ist, ganze Zahlen {\displaystyle m_{1},\dotsb ,m_{n}} derart zu wählen, dass alle Werte
{\displaystyle t_{\sigma }=m_{1}x_{\sigma (1)}+\dotsb +m_{n}x_{\sigma (n)}},
die sich bei den insgesamt {\displaystyle n!} Permutationen {\displaystyle \sigma } der Wurzeln {\displaystyle x_{1},\dotsb ,x_{n}} ergeben, paarweise verschieden sind. Jede Wurzel {\displaystyle x_{i}} der Gleichung {\displaystyle f(x)=0} lässt sich dann nämlich als Polynom des Wertes {\displaystyle t} ausdrücken, was in heutiger Terminologie dem Satz vom primitiven Element entspricht: {\displaystyle K(t)=K(x_{1},\dotsc ,x_{n})}. In Folge kann die Polynom-Menge {\displaystyle B} auf Basis einer einzigen Polynomgleichung für den Wert {\displaystyle t}, nämlich zu dessen Minimalpolynom, charakterisiert werden kann.
Dieses Minimalpolynom erhält man auf folgendem Weg, den bereits Galois beschritt: Mit einer gefundenen Galois-Resolvente wird zunächst das Polynom {\displaystyle G(T)} vom Grad {\displaystyle n!} berechnet, das sich als Produkt aller Linearfaktoren der Form {\displaystyle (T-t_{\sigma })} ergibt. Dieses Polynom {\displaystyle G(T)} wird dann in irreduzible Faktoren zerlegt. Unter den derart gefundenen Faktoren ist der Faktor {\displaystyle g(T),} der den Linearfaktor {\displaystyle (T-t)=(T-t_{id})} enthält, das gesuchte Minimalpolynom für die Galois-Resolvente {\displaystyle t}. Außerdem besteht die Galoisgruppe aus genau denjenigen Permutationen {\displaystyle \sigma ,} deren korrespondierende Linearfaktoren {\displaystyle (T-t_{\sigma })} als Produkt das Minimalpolynom {\displaystyle g(T)} ergeben.
Im Fall einer algebraischen Gleichung {\displaystyle f(x)=0} mit lauter ganzzahligen Koeffizienten und einem Leitkoeffizient gleich 1 kann die gerade beschriebene Vorgehensweise zu Bestimmung der Galoisgruppe mit Hilfe von numerisch genügend genau berechneten Lösungen entscheidend vereinfacht werden: Zunächst muss durch Probieren eine geeignete Galois-Resolvente gefunden werden, wobei die Verschiedenheit der {\displaystyle n!} Werte numerisch geprüft werden kann. Auch die anschließende Berechnung des Polynoms {\displaystyle G(T)} kann numerisch geschehen, da man weiß, dass alle Koeffizienten ganz sein müssen. Und selbst die abschließende Zerlegung in irreduzible Faktoren kann mit numerischen Berechnungen vorbereitet und damit deutlich vereinfacht werden, weil auch die Koeffizienten der irreduziblen Faktoren ganzzahlig sein müssen.
Die Anforderung, dass alle {\displaystyle n!} Werte {\displaystyle t_{\sigma }} verschieden sind, ist sichergestellt, wenn man die Werte {\displaystyle m_{1},\dotsb ,m_{n}} als Variable in einem entsprechenden Polynomring {\displaystyle K[m_{1},\dotsb ,m_{n}]} auffasst. Da das Produkt {\displaystyle G(T)} der {\displaystyle n!} Linearfaktoren {\displaystyle (T-t_{\sigma })} symmetrisch in den Wurzeln {\displaystyle x_{1},\dotsb ,x_{n}} ist, besitzt es als Polynom in der Variablen {\displaystyle T} Koeffizienten, die im Polynomring {\displaystyle K[m_{1},\dotsb ,m_{n}]} liegen. Damit kann dieses Produkt-Polynom {\displaystyle G(T)} im Ring {\displaystyle K[m_{1},\dotsb ,m_{n}][T]} in irreduzible Faktoren zerlegt werden, wobei die Linearfaktoren, die zusammen mit dem Linearfaktor {\displaystyle (T-t)=(T-t_{id})} einen irreduziblen Faktor bilden, mit den Elementen der Galoisgruppe korrespondieren. Allerdings ist dieses Verfahren weniger von praktischem als von theoretischem Interesse, nämlich im Hinblick auf Restklassen-Analysen.